# Магауда (Империја)
Магауда је насеље у Италији у округу Империја, региону Лигурија.
Према процени из 2011. у насељу је живело 29 становника. Насеље се налази на надморској висини од 268 м.